# DFB-Pokal der Junioren 2024/25
Der DFB-Pokal der Junioren 2024/25 war die 39. Austragung dieses Wettbewerbs und zugleich die achte Auflage, in der 32 Vereine teilnahmen. Der Titelverteidiger war die TSG 1899 Hoffenheim.

## Teilnehmer
| A-Junioren-Pokalsieger der 21 Landesverbände: - SV Waldhof Mannheim (Baden) 1 - SpVgg Greuther Fürth (Bayern) - Hertha BSC (Berlin) 2 - Energie Cottbus (Brandenburg) - Werder Bremen (Bremen) - Hamburger SV (Hamburg) - Eintracht Frankfurt (Hessen) 1 - Hansa Rostock (Mecklenburg-Vorpommern) - 1. FC Köln (Mittelrhein) - Rot-Weiss Essen (Niederrhein) - SV Meppen (Niedersachsen) 3 - SpVgg EGC Wirges (Rheinland) - SV Elversberg (Saarland) - Chemnitzer FC (Sachsen) - 1. FC Magdeburg (Sachsen-Anhalt) - VfB Lübeck (Schleswig-Holstein) - SC Freiburg (Südbaden) - 1. FSV Mainz 05 (Südwest) 1 - FC Carl Zeiss Jena (Thüringen) - FC Schalke 04 (Westfalen) - SSV Ulm 1846 (Württemberg) | A-Junioren-Meister 2023/24 und A-Junioren-Pokalsieger 2023/24: - TSG 1899 Hoffenheim 1 Bestplatzierte Teams der Junioren-Bundesliga-Staffeln: - Staffel Nord/Nordost: - VfL Wolfsburg (2. Platz) - 1. FC Union Berlin (3. Platz) - Hannover 96 (4. Platz) 2 - Staffel West: - Borussia Dortmund (1. Platz) - Borussia Mönchengladbach (2. Platz) - Bayer 04 Leverkusen (3. Platz) - Staffel Süd/Südwest: - FC Ingolstadt 04 (2. Platz) - VfB Stuttgart (3. Platz) - Karlsruher SC (4. Platz) 1 - FC Bayern München (7. Platz) 1 |

## 1. Runde
Die Auslosung ergab folgende Begegnungen:
| Datum                        |                     | Ergebnis              |                          |
| ---------------------------- | ------------------- | --------------------- | ------------------------ |
| 31. August 2024, 11:00 Uhr   | Hansa Rostock       | 3:3 n. V. (3:4 i. E.) | Borussia Mönchengladbach |
| 31. August 2024, 11:00 Uhr   | Rot-Weiss Essen     | 0:3                   | Hertha BSC               |
| 31. August 2024, 11:00 Uhr   | FC Ingolstadt 04    | 2:1                   | Hannover 96              |
| 31. August 2024, 11:00 Uhr   | SV Meppen           | 1:5                   | 1. FC Magdeburg          |
| 31. August 2024, 11:00 Uhr   | 1. FSV Mainz 05     | 3:0                   | Hamburger SV             |
| 31. August 2024, 11:00 Uhr   | 1. FC Union Berlin  | 4:1                   | SV Elversberg            |
| 31. August 2024, 11:00 Uhr   | FC Bayern München   | 3:3 n. V. (2:3 i. E.) | Karlsruher SC            |
| 31. August 2024, 12:00 Uhr   | Borussia Dortmund   | 1:1 n. V. (3:4 i. E.) | Bayer 04 Leverkusen      |
| 31. August 2024, 12:00 Uhr   | VfB Stuttgart       | 2:4 n. V.             | VfL Wolfsburg            |
| 31. August 2024, 13:00 Uhr   | SpVgg EGC Wirges    | 1:2                   | SpVgg Greuther Fürth     |
| 31. August 2024, 13:00 Uhr   | Energie Cottbus     | 0:1                   | Eintracht Frankfurt      |
| 31. August 2024, 13:00 Uhr   | TSG 1899 Hoffenheim | 5:1                   | SSV Ulm 1846             |
| 1. September 2024, 11:00 Uhr | FC Carl Zeiss Jena  | 2:2 n. V. (5:6 i. E.) | FC Schalke 04            |
| 1. September 2024, 11:00 Uhr | Chemnitzer FC       | 0:5                   | 1. FC Köln               |
| 1. September 2024, 14:00 Uhr | VfB Lübeck          | 1:8                   | Werder Bremen            |
| 1. September 2024, 14:00 Uhr | SV Waldhof Mannheim | 1:2                   | SC Freiburg              |

## Achtelfinale
Die Auslosung ergab folgende Begegnungen:
| Datum                      |                          | Ergebnis              |                     |
| -------------------------- | ------------------------ | --------------------- | ------------------- |
| 5. Oktober 2024, 11:00 Uhr | FC Ingolstadt 04         | 2:0                   | 1. FC Magdeburg     |
| 5. Oktober 2024, 11:00 Uhr | Karlsruher SC            | 3:1                   | Hertha BSC          |
| 5. Oktober 2024, 11:00 Uhr | SpVgg Greuther Fürth     | 1:3                   | Werder Bremen       |
| 5. Oktober 2024, 11:00 Uhr | FC Schalke 04            | 5:3                   | 1. FSV Mainz 05     |
| 5. Oktober 2024, 11:00 Uhr | SC Freiburg              | 3:0                   | Bayer 04 Leverkusen |
| 5. Oktober 2024, 12:00 Uhr | Borussia Mönchengladbach | 1:0                   | TSG 1899 Hoffenheim |
| 5. Oktober 2024, 12:00 Uhr | VfL Wolfsburg            | 3:3 n. V. (3:2 i. E.) | Eintracht Frankfurt |
| 6. Oktober 2024, 11:00 Uhr | 1. FC Köln               | 1:3                   | 1. FC Union Berlin  |

## Viertelfinale
Die Auslosung ergab folgende Begegnungen:
| Datum                        |                          | Ergebnis              |                    |
| ---------------------------- | ------------------------ | --------------------- | ------------------ |
| 9. November 2024, 11:00 Uhr  | FC Ingolstadt 04         | 0:1                   | SC Freiburg        |
| 9. November 2024, 12:00 Uhr  | FC Schalke 04            | 0:3                   | VfL Wolfsburg      |
| 9. November 2024, 12:00 Uhr  | Karlsruher SC            | 2:1                   | 1. FC Union Berlin |
| 10. November 2024, 12:00 Uhr | Borussia Mönchengladbach | 2:2 n. V. (3:5 i. E.) | Werder Bremen      |

## Halbfinale
| Datum                    |               | Ergebnis |               |
| ------------------------ | ------------- | -------- | ------------- |
| 15. März 2025, 11:00 Uhr | Karlsruher SC | 2:0      | VfL Wolfsburg |
| 16. März 2025, 11:00 Uhr | SC Freiburg   | 1:5      | Werder Bremen |

## Finale
| Werder Bremen                                                  | Werder Bremen | Karlsruher SC | Karlsruher SC |
| -------------------------------------------------------------- | --- | --- | ------------- |
| Werder Bremen                                                  | \| 23. Mai 2025 um 18:00 Uhr in Potsdam (Karl-Liebknecht-Stadion) \| \| Ergebnis: 0:0 (2:0 n. V.) \| \| Spielbericht \| | \| 23. Mai 2025 um 18:00 Uhr in Potsdam (Karl-Liebknecht-Stadion) \| \| Ergebnis: 0:0 (2:0 n. V.) \| \| Spielbericht \| | Karlsruher SC |
| Werder Bremen                                                  | Stefan Smarkalew ( 112. Bennet Starcke) – Luca Höcker, Abdoul Coulibaly, Mick Schmetgens, Jannes Ossadnik ( 73. Avid Krogmann) – Lennart Baum, Wesley Adeh, Princewill M’Bock-Omorodion ( 91. Arda Halıcıoğlu) – Patrice Čović ( 116. Boran Coşkun), Salim Musah, Yuval Ranon ( 89. Paul Erevbenagie) Cheftrainer: Cédric Makiadi | Jannis Bärtl – Leon Parduzi ( 106. Marc Kaiser), Marvin Mutz ( 115. Fynn Braun), Jassin Manai, Rafael Pinto Pedrosa ( 106. Metin Şen) – Kemal Cirpan ( 76. Niklas Behr), Danyal Zor, Mateo Kritzer, Houssam Arbai – Eymen Laghrissi, Tim Schunck ( 76. Fanol Lutolli) Cheftrainer: Ralf Kettemann | Karlsruher SC |
| Werder Bremen                                                  | 1:0 Čović (114.) 2:0 Musah (120.+4) | | Karlsruher SC |
| Werder Bremen                                                  | Čović (9.), Baum (29.) | Arbai (78.), Mutz (82.), Kritzer (120.+2) | Karlsruher SC |
| 23. Mai 2025 um 18:00 Uhr in Potsdam (Karl-Liebknecht-Stadion) | | |               |
| Ergebnis: 0:0 (2:0 n. V.)                                      | | |               |
| Spielbericht                                                   | | |               |